# Chaetornis striata
Chaetornis striata е вид птица от семейство Locustellidae, единствен представител на род Chaetornis. Видът е световно застрашен, със статут Уязвим.

## Разпространение
Видът е разпространен в Индия, Непал и Пакистан.